# Acido linoleico
L'acido linoleico è un composto chimico di formula {\displaystyle {\ce {C18H32O2}}} che in condizioni standard si presenta come un liquido incolore o giallo paglierino.

## Storia
L'acido linoleico venne isolato per la prima volta nel 1844 da Fritz Sacc, dall'olio di semi di lino. L'importanza dell'acido linoleico nella dieta emerse nel 1930 dagli studi condotti da George Burr e sua moglie sulla vitamina E.
I risultati di Burr furono successivamente confermate da studi di Schoenheimer e Rittenberg svolti alla fine degli anni '30. La struttura chimica del composto fu determinata da T. P. Hilditch nel 1939, mentre fu sintetizzato per la prima volta nel 1950 da R. A. Raphael e F. Sondheimer.

## Caratteristiche strutturali e fisiche
L'acido linoleico è un acido ottadecadienoico in cui i due doppi legami si trovano nelle posizioni 9 e 12 e hanno stereochimica Z (cis).  È il più diffuso e principale rappresentante degli acidi grassi omega 6 (o n-6), nei quali il primo dei due doppi legami è posto a 6 atomi di carbonio dal termine della catena carboniosa.
Il composto risulta:
- liberamente solubile in etere;
- solubile in alcol assoluto, dimetilformammide, solventi grassi, oli, etere di petrolio, acetone, benzene, etere etilico ed etanolo;
- insolubile in acqua.

Quando viene riscaldato fino alla decomposizione emette fumi acri ed irritanti.
| N: di atomi pesanti                  | 20                                                                             |
| N. di donatori di legami a idrogeno  | 1                                                                              |
| N. di accettori di legami a idrogeno | 2                                                                              |
| N. di legami ruotabili               | 14                                                                             |
| N. di legami stereogenici            | 2                                                                              |
| Massa monoisotopica                  | 280,240230259 u                                                                |
| Superficie polare                    | 37,3 Å²                                                                        |
| Sezione d'urto                       | 175,6 Å² [M-H]- 177 Å² [M+Na]+                                                 |
| Indice di rifrazione                 | 1,4715 a 11,5 °C 1,4710 a 15 °C 1,4699 a 20 °C 1,4683 a 21,5 °C 1,4588 a 50 °C |

| Gravità specifica             | 0,9007 a 22,2 °C          |
| Pressione di vapore           | 8,68 x 10−7 mm Hg a 25 °C |
| Potere caliorifico            | -1,03 x 10+10 J/kmol      |
| Entalpia di fusione           | 51,50 kJ/mol              |
| Costante della legge di Henry | 2,0 × 10⁻⁷ atm·m³/mol     |

## Abbondanza e disponibilità
Il composto è naturalmente presente nei grassi animali, di pesci e vegetali. L'involucro di tutti i cereali è particolarmente ricco di acido linoleico così come le uova, mentre zucchero, miele e dolcificanti non lo contengono. Per 100g di prodotto, il contenuto di acido linoleico si attesta pari a:
- 34.100 mg per le noci
- 670 mg per il cacao in polvere
- 600 mg per il camabert (60% di grassi)
- 100 mg per il latte vaccino (3,5% di grassi)
- 100 mg per la carne di vitello (coscia), cavallo, agnello, il petto di pollo e la selvaggina magra
- 60 mg per il rognone di vitello
- 13 mg per la passera di mare
- 6 mg per la sogliola

Le specie vegetali in cui il composto è presente appartengono a diverse famiglie, tra cui:
- Fabaceae ssp.[26][27][28]
- Brassicaceae ssp[29][30]
- Malvaceae ssp.[31][32]
- Orchidaceae ssp.[33]
- Clusiaceae ssp.[34]
- Euphorbiaceae ssp.[35][36]
- Salicaceae ssp.[37]
- Polypodiaceae ssp.[38]
- Rosaceae ssp.[37][39][40]
- Asteraceae ssp.[37][41][42]
- Amaranthaceae ssp.[37][43]
- Apocynaceae ssp.[44]
- Scrophulariaceae ssp.[45]
- Onagraceae ssp.[45]
- Grossulariaceae ssp.[45][46]
- Mucoraceae ssp[46]
- Boraginaceae ssp.[45][47]
- Arecaceae ssp.[48][49]
- Hypericaceae ssp.[50]
- Nannochloropsis ssp.[51]

L'acido linoleico è presente nei seguenti grassi e oli con le seguenti percentuali in peso (wt%):
- olio di girasole: 50 - 70%
- olio di mais: 34 - 62%
- olio di soia: 48 - 58%
- olio di cotone: 33 - 58%
- tallolio: 20 - 32%
- olio di colza a basso contenuto di acido erucico: 18 - 30%
- olio extravergine di oliva: 15 - 20%
- olio di colza ad alto contenuto di acido erucico: 11 - 25%
- olio di palma: 9 - 12%
- grasso del latte materno: 8 - 10%
- olio di sardina: 3 - 8%
- olio di ricino: 2 - 7%
- olio di aringa: 2 - 4%
- olio di cocco: 1 - 3%
- olio di plamisto: 1 - 3%
- sego: 0 - 5%
- sebo: 0 - 5%

## Sintesi
L'acido linoleico può essere preparato da grassi e oli commestibili attraverso vari metodi, tra cui idrolisi e saponificazione, il metodo Twitchell, la scissione a bassa pressione con catalizzatore, la scissione continua ad alta pressione in controcorrente, e la scissione in autoclave a pressione media con catalizzatore.
In passato la sintesi prevedeva di saponificare l'olio di lino con carbonato di potassio, decomporre il composto ottenuto con acido solforico, sciogliere gli acidi grassi in alcol e lasciar solidificare il risultato ottenuto. L'acido linoleico rimaneva nella componente liquida e poteva dunque essere facilmente separato. Il composto può inoltre essere ottenuto a partire dall'acido linolico trattato con acido esabromato.

## Reattività e caratteristiche chimiche
Il composto è sensibile all'aria e alla luce. L'acido linoleico assorbe facilmente l'ossigeno ossidandosi in corrispondenza dei doppi legami. Reagisce neutralizzando le basi. Può reagire vigorosamente con gli agenti ossidanti. Inoltre, può reagire esotermicamente con gli agenti riducenti, rilasciando idrogeno in fase gassosa. Il composto non si altera a contatto con l'acido nitroso.
La riduzione del gruppo carbossilico produce linoleil alcool. Dalla reazione tra l'acido linoleico e il permanganato in soluzione alcalina si ottiene l'acido linusico:
{\displaystyle {\ce {C18H32O2 + permanganato ->[OH-] C18H30O2(OH)6}}}

### Spettri analitici
- 1D NMR[24]
- 1H NMR[60]
- 13C NMR[61]
- 1H-13C NMR[60]
- GC-MS[60]
- MS-MS[60]
- LC-MS[62]
- UV[63]
- FTIR[64]
- ATR-IR[65]
- IR in fase di vapore[66]
- Raman[67]

### Derivati
- Acido linoleico coniugato (CLA)
- Acido γ-linoleico (AGA)
- Acido α-linoleico (ALA)
- Acido ossilinoleico
- Acido linusico
- Isoleucotossina
- Leucotossina

| Standard apolare      | 2095, 2156, 2113, 2106, 2112, 2109, 2130, 2125, 2111, 2107, 2115, 2105 |
| Semi standard apolare | 2140, 2145.8, 2130, 2131, 2095.2, 2104, 2144, 2170, 2173, 2126, 2159, 2114, 2152, 2134, 2179, 2113, 2147, 2128, 2136, 2133, 2135, 2097, 2154, 2146, 2156, 2122, 2132, 2150, 2118, 2130.1, 2123, 2119 |
| Polare                | 3157, 3160, 3215, 3168, 3176 |

## Biochimica
È uno degli acidi grassi essenziali e appartiene al gruppo degli omega 6. Il composto è essenziale per lo sviluppo del tessuto mammario, almeno in parte perché fornisce il precursore merabolico necessario per la biosintesi di eicosanoidi chiave (trombossano A2, leucotrieni B4, prostaciclina A2). Alcuni acidi linoleici coniugati sembrano essere incorporati nei fosfolipidi delle membrane cellulari, ad esempio la membrana cellulare dei linfociti T, B e dei monociti contengono il 6 - 10% di acido linoleico.
L'acido linoileico è il più abbondante acido grasso presente nella pelle umana ed è direttamente coinvolto nel mantenimento della barriera epidermica all'acqua, nell'integrità strutturale dello strato corneo e nella proliferazione cellulare. Il nostro organismo è infatti in grado, grazie a enzimi specifici, di allungare la catena carboniosa dell’acido linoleico e di introdurre nella catena stessa altri doppi legami, dando origine ad acidi grassi polinsaturi, sempre della serie omega-6 a 20 e 22 atomi di carbonio: viene prima trasformato in acido γ-linoleico dalla Δ6 desaturasi attivata dall'insulina e dall'elongasi, quindi in acido diomo-γ-linoleico dalla Δ5 desaturasi attivata dall'insulina e inibita dall'EPA, il quale viene infine trasformato in acido arachidonico.
L'acido linoleico è anche convertito da varie lipossigenasi, cicloossigenasi, enzimi di citocromo P450 e meccanismi di autoossidazione non enzimatica con acido mono-idrossile, in acido 13-idrossioctadecadienoico e acido 9-idrossioctadenoico. Questi due metaboliti idrossilati sono a loro volta ossidati enzimaticamente nei i loro metaboliti chetonici, acido 13-oxo-octadecadienoico e acido 9-oxo-octadecdienoico. Le epossigenasi del CYP, catalizzano l'ossidazione dall'acido linoleico a prodotti epossidici: l'acido vernolico e l'acido coronarico.
Gli effetti più rilevanti riguardano probabilmente il profilo lipidico e lipoproteico e i parametri infiammatori, mentre trascurabili, nonostante alcune segnalazioni favorevoli, si sono dimostrati quelli sui valori pressori. L’effetto di controllo della colesterolemia da parte dell’acido linoleico è riconosciuto da EFSA, che ha rilasciato al proposito un claim specifico.
L’apporto dietetico di acido linoleico si associa in genere a una progressiva riduzione del rischio di eventi coronarici e cardiovascolari nel tempo. La riduzione sfiora il 25-30% in alcuni degli studi di maggiore durata, confrontando i gruppi di soggetti con maggiore apporto dietetico con quelli ad apporto minore, ed è osservata sia negli studi condotti nel mondo anglosassone che in quelli svolti in Europa.
L’apporto di acido linoleico è inoltre associato alla riduzione del rischio di sviluppare la cosiddetta sindrome metabolica ed esiste una forte associazione statistica protettiva tra l’apporto dietetico o i livelli tissutali dell’acido linoleico e la riduzione del rischio di diabete mellito tipo 2.

## Farmacologia e tossicologia

### Farmacodinamica
L'acido linoleico è in grado di legarsi ai recettori degli estrogeni α e β andando ad agire sull'equilibrio estrogeni/progesterone.

### Effetti del composto e usi clinici
Viene utilizzato per il controllo della colesterolemia. Nei pazienti affetti da sclerosi multipla (SM) la dose giornaliera consigliata di acido linoleico non deve superare i 1.800 mg. In pazienti affetti da SM infatti, durante fase acuta dell'infiammazione, si evidenzia un deficit di acido linoleico e acido arachidonico. Secondo uno studio americano il composto sarebbe in grado di ridurre l'infiammazione tipica del colon irritabile.

### Tossicologia
I sintomi dell'esposizione a questo composto possono includere lieve irritazione degli occhi, della pelle e delle membrane mucose, oltre a nausea e vomito. Il composto è inoltre classificato come un potenziale interferente endocrino.
È stato dimostrato che il composto stimola la crescita tumorale, poiché viene convertito in un mitogeno, l'acido 13-idrossiottadecadienoico, dall'epatoma 7288CTC.

## Applicazioni
Il composto viene usato:
- in alcuni farmaci,[79][80]
- nei cosmetici (es. emolliente),[81][82]
- nei profumi,[83]
- come additivo alimentare,[84]
- come lubrificante,[85]
- nelle vernici,[86]
- nei colori per il body painting,
- come antistatico,
- nei prodotti per la cura degli animali,
- come tensioattivo.[82]

## Impatto ambientale

### Atmosfera
In base alla pressione di vapore, qualora il composto venga rilasciato nell'aria esisterà sia nella fase gassosa sia legato al particolato atmosferico. La frazione in fase di vapore viene degradata dall'atmosfera attraverso la reazione con radicali idrossilici prodotti fotochimicamente, con un'emivita stimata di 3 ore. Inoltre può essere degradata dall'ozono con un'emivita stimata di 1,1 ore. La frazione legata al particolato viene invece rimossa tramite deposizione umida o secca. L'acido linoleico assorbe lunghezze d'onda superiori a 290 nm, quindi potrebbe essere suscettibile alla fotolisi diretta causata dalla luce solare.

### Suolo
Se rilasciato nel suolo, l'acido linoleico non dissociato è praticamente immobile, con un Koc stimato di 1,2×10⁴. Il suo pKa è 4,77, il che indica che esiste principalmente in forma anionica nell'ambiente, e gli anioni generalmente non si adsorbono fortemente ai suoli contenenti carbonio organico e argilla rispetto alle loro controparti neutre. La volatilizzazione dal suolo umido non è considerata un processo significativo, basandosi sulla costante della legge di Henry. Inoltre, l'acido linoleico non dovrebbe volatilizzarsi dalle superfici di suolo asciutto, data la sua pressione di vapore.

### Acqua
Secondo il test MITI giapponese, l'80-100% della domanda biochimica di ossigeno teorica è stato raggiunto in 4 settimane, indicando che l'acido linoleico è facilmente biodegradabile e che la biodegradazione potrebbe essere un processo ambientale importante nel suolo e nell'acqua. Se rilasciato in acqua, l'acido linoleico tende ad adsorbirsi ai solidi sospesi e ai sedimenti, basandosi sul Koc stimato. La volatilizzazione dalle superfici acquatiche non è considerata un processo significativo, basandosi sulla sua costante di Henry.
Un fattore di bioconcentrazione stimato di 56 suggerisce che il potenziale di bioconcentrazione negli organismi acquatici è moderato. L'esposizione dell'acido linoleico nell'acqua di mare alla luce solare per 5 ore ha portato a una fotodegradazione del 4%. La foto-ossidazione tramite radicali idrossilici e ossigeno nelle acque naturali esposte alla luce solare potrebbe avere una certa rilevanza ambientale. L'idrolisi non è considerata un processo ambientale significativo, poiché l'acido linoleico non possiede gruppi funzionali che si idrolizzano facilmente nelle condizioni ambientali.